# مطار ياسر عرفات الدولي
مطار ياسر عرفات الدولي عرف سابقاً باسم مطار غزة الدولي ويسميه الاحتلال باسم مطار الدهنية الدولي. (إياتا: GZA، إيكاو: LVGZ). يقع المطار في قطاع غزة في رفح بالقرب من الحدود المصرية، وقد توقف عن العمل وتعرض للتدمير على أيدي قوات الاحتلال الإسرائيلي في عام 2001، ودمرت بقية منشآته في مايو 2024 في العدوان الإسرائيلي على غزة.

## المطار
كانت تعود ملكية وإدارة المطار إلى السلطة الوطنية الفلسطينية، وأدارته سلطة الطيران المدني الفلسطينية برقابة قيادة الإسرائيلية الجنوبية.
كلف إنشاء المطار 86 مليون دولار، بتمويل من اليابان ومصر والسعودية وإسبانيا وألمانيا وصمم على أيدي معماريين من المملكة المغربية ليكون على شاكلة مطار محمد الخامس الدولي في الدار البيضاء الذي وقعت مع اتفاقية توأمة.
وقد كان المطار قادراً على نقل 700,000 مسافر سنوياً وكان يعمل 24 ساعة يومياً على 354 يوم في السنة (يغلق فقط في يوم الغفران اليهودي)، وهو المطار الوحيد في الأراضي التابعة للسلطة الوطنية الفلسطينية. يقع المطار على ارتفاع 320 قدما (98 متر) عن سطح البحر. يبلغ طول مدرجه 3,076 متراً. يوجد في المطار 19 مبنى. المبنى الرئيس في المطار مساحته 4000 متر مربع مصمم وفق العمارة الإسلامية ومزخرف بالقرميد المغربي. طاقم موظفي المطار يضم 400 شخص.. أقرب المطارات إليه مطار العريش الدولي في مصر.
بعد مفاوضات طويلة مع إسرائيل حول آلية إدارته، افتتح المطار في 24 نوفمبر 1998 في احتفال حضره الرئيس الفلسطيني السابق ياسر عرفات والرئيس الأمريكي السابق بيل كلينتون، وقد اعتبر افتتاح المطار في ذلك الوقت دليلاً على التقدم نحو تكوين الدولة الفلسطينية.

## التدمير
توقف المطار عن العمل في ديسمبر 2001 بعد أن ألحق الجيش الإسرائيلي به دماراً فادحاً، إذ دمر محطة الرادار وتعرض المدرج للقصف، وفي يناير 2002 قطعت البلدوزرات الإسرائيلية المدرج إلى أجزاء، وفي أثناء حرب لبنان في صيف 2006 قصفت إسرائيل وخربت المبنى الأساسي في المطار، وظل بعدها المبنى مهجورا وتعرضت محتوياته للسرقة.
بعد تدمير جيش الاحتلال مطار غزة، تقدمت الدول العربية (السعودية، مصر؛ الجزائر، ولبنان) بشكوى إلى منظمة الطيران المدني الدولي (ICAO) التي أدانت تدمير إسرائيل المطار المدني.
في مايو 2024 دمر الجيش الإسرائيلي ما تبقى من منشآت المطار ونسف مبناه الرئيسي.